# Papovaviridae
Papovaviridae er en DNA-virusgruppe, der ikke længere benyttes. Tidligere indeholdt den de to slægter papillomavirus og polyomavirus, men disse er nu placeret i hver deres familie, som er henholdsvis polyomaviridae og papillomaviridae.
Gruppens virus producerer latente og kroniske infektioner i deres naturlige værter. Alle er tumorigene i hvert fald hos nogle værter.
Gruppen indeholder:
- Papilloma virus
- SV40-lignende virus
  - JC virus
  - BK virus
- Papillom virus (kvæg og kaniner)
- Murin polyom virus
- SV40 (vakuoliserende virus hos aber og kaniner)